# Josiah K. Lilly

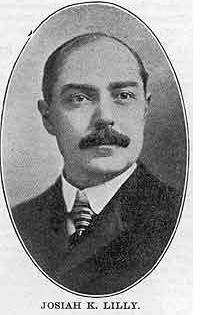

Josiah K. Lilly (Greencastle, 1 de novembro de 1861 - 1 de janeiro de 1948) foi um farmacêutico industrial, filantropo e Presidente da Eli Lilly and Company. Era filho de Eli Lilly.